# ボリビアガス紛争
ボリビアガス紛争（ボリビアガスふんそう）とは、ボリビアの膨大な天然ガス資源にまつわる国内紛争である。2003年頃の状況を「第1次ボリビアガス紛争」、2005年頃の状況を「第2次ボリビアガス紛争」と呼び分ける事がある。
元は天然ガスの輸出計画に対する反対行動であったが、政府のコカ廃絶政策に対する反発や、ストライキに対する武装鎮圧部隊の強硬な措置などが絡み合って激化してゆき、2003年10月にピークに達した。先住民や労働者団体によるストライキや道路封鎖が頻発し、国政が行き詰まりをみせ、武装部隊による鎮圧行動は70人に及ぶ死者を出すに至った。連立政権は崩壊し、ゴンサロ・サンチェス・デ・ロサダ大統領が辞任に追い込まれた。彼は10月18日に国外に逃亡している。カルロス・メサ・ヒスベルト副大統領が大統領に就任し、この問題に関する国民投票を2004年7月18日に行なった。
2005年5月、反政府勢力の圧力によりボリビア議会は新しい炭素資源法を制定、天然ガス採掘に対する税率を大幅に引き上げた。しかし、反政府勢力は炭素資源の完全国有化を要求。首都ラパス市が何千もの人によって連日道路封鎖され孤立化したため、6月6日にメサ大統領もまた辞任に追い込まれた。

## 第1次ガス紛争

### 発端
国の南東部にあるタリハ県に大量のガスが埋蔵されていることが1990年代中頃にわかり、その埋蔵量は南米で2番目に多い量であると推定された。この資源の採掘のため、イギリスの英国ガス社 (British Gas)・英国石油社 (British Petroleum)・スペインのレプソル YPFによる企業連合が「太平洋液化天然ガス社」(Pacific LNG)を立ち上げた。およそ60億米ドルを投資して太平洋沿岸までパイプラインを敷設し、そこで加工したガスをメキシコやアメリカ合衆国に船輸する計画であった。特に、有害物質の放出を抑えるために近年中にガス発電施設を整備しようと計画しているカリフォルニア州が、主要なターゲットとして挙げられた。
政府閣僚は、このガスによる歳入が、下落を続けているボリビア経済を支えることになるとし、保健衛生と教育の分野に充てる財源にすると表明した。しかし、これはボリビアにとって分の悪いものだと反発する人たちが現れる。企業連合との契約ではガス輸出による収益のわずか18%しかボリビアに入らず、年間4千万〜7千万ドル程度の収入にしかならないと指摘したのである。さらに、このようなガスの輸出は、17世紀の金銀に始まって20世紀の錫に至るまで何世紀にも渡って外国企業によって搾取され続けてきたボリビアの天然資源の問題をそのまま繰り返す事になるのだと主張した。また、ボリビア国内にガス精製所を作り、輸出するよりも前に国内25万世帯にガスを供給するべきだとも主張したのだ。

### チリ経由かペルー経由か
パイプラインの経路を巡る議論は、2002年の前半に当時の大統領であったホルヘ・キロガ・ラミレスがチリのメヒリョネス港(Mejillones)までのパイプラインを作る提案をした直後に起こった。
この案はタリハから太平洋までの最も近いルートである。しかし、太平洋戦争（1879年 - 1884年）で太平洋に接する領地を全てチリに奪われたボリビアには、チリに対する根深い反感が残っている。このため、チリ経由の案には反論が巻き起こり、ガス採掘地からは260kmも遠くなるが、北側にあるペルーのイロ港(Ilo)にパイプラインを引くべきだと論じられた。チリの試算によるとメヒリョネス港の案のほうが6億ドルは安くなるとされるが、ペルーの試算によると3億ドル以下の差に抑えられるはずだとされた。ボリビア人はペルー経由の案を支持した。これは、パイプラインが通るボリビア北部の利益にもなるからである。
チリ案を支持する人たちは、ボリビアに精製工場が無い以上、チリ案を受け入れるのがボリビアにとって最善であると主張した。また、合衆国の経済専門家は、ボリビア国内に精製工場を作るためにさらに投資をする事など考えられないとした。
一方、ペルー政府はボリビアとの「領土と経済の結びつきの強化」を熱望し、99年間に渡ってガス輸出経済特別区をイロ港に設置し、ボリビアはそこを自由に通行でき、港を含む10km2の区域に特別にボリビアの管轄権を与える事を、ボリビアに対して提案してきた。
キロガ大統領は任期終了直前の2002年7月に、このきわめて困難な問題の結論を出す事を先送りにして次の大統領に任せる事を決めた。これには、2007年の大統領選挙で再選される可能性を無くしたくないという思いが働いたものと思われる。
2002年の大統領選挙で当選を果たしたサンチェス・デ・ロサダはメヒリョネス港の案を優先して考えると表明したが、「公式の」決定は下さなかった。
コカ生産者であり社会主義運動党 (Movimiento al Socialismo : MAS)の党首であるエボ・モラレス (Evo Morales)は、外国企業がボリビアの天然ガスの輸出に携わる事に対し強く反対。（社会主義運動党は2002年の大統領選挙ではかろうじて第2党になっていた。）彼は、南米の最貧国であるボリビアを救うには自国の企業で行なわなければならないと主張した。

### 激化
2003年9月に紛争は激化し、暴動と道路封鎖により国内は広範囲に渡って麻痺状態になる。また、武装鎮圧部隊との過激な衝突もその度合いを増していった。ボリビア先住民の大多数は、サンチェス大統領がアメリカ合衆国の麻薬戦争に加担していると糾弾し、ボリビアの一般人の暮らしがさっぱり向上していないと非難した。
9月19日、ガス防衛全国同盟がコチャバンバで30,000人、ラパスで50,000人を動員して反パイプラインのデモを行なう。翌日、道路封鎖によってソラタという村に5日間も閉じ込められた数百人の観光客を避難させるため、暴徒たちを迂回するように航空機とヘリコプターでワリサタ部落に向かった政府軍が、8歳の少女を含む6名のアイマラ人を殺害するという事件が起こる。
この銃撃事件を受け、ボリビア労働者連盟 (Central Obrera Boliviana : COB)は、9月29日にゼネラル・ストライキを開き、道路封鎖によって国を麻痺させる事を呼びかけた。労働者連盟の主導者たちは政府が決定を白紙に戻さない限りこれを続けると宣言。アイマラ人の市民軍は貧弱な装備でありながらも国軍と警察をワリサタ部落とソラタ村、アチャカチ村から追い払う事に成功する。ストライキの地域指導者であるエウヘニオ・ロハス (Eugenio Rojas)は、もし政府がワリサタで協定を結ぶ事を拒否すれば、暴徒と化したアイマラ人たちがラパス市を包囲し、他地域から孤立させるだろうと述べた。これは、1781年のトゥパク・カタリの暴動の再来になると言われた。
道路封鎖を組織的に行なっているもう一人の農民指導者、フェリペ・キスペ (Felipe Quispe)（国会議員）は、バリケードが築かれている地帯から軍隊が撤退しない限り、政府との対話を一切拒否するとの声明を出した。しかし、キスペには農民運動の代表者たる資格が無いとして、政府はキスペとの交渉を拒絶する。
抗議行動は続き、ラパス市の衛星都市として急激に拡大をしてきているエル・アルト市（先住民が多く住む）のデモ部隊が、首都へ続く主要な道路を封鎖したため、ラパスでは深刻な燃料不足と食料不足が起こった。彼らは、サンチェス・デ・ロサダと共に総務大臣イエルコ・クコク (Yerko Kukoc)と、ワリサタ虐殺の責任者であると考えられた国防大臣カルロス・サンチェス・デ・ベルサイン (Carlos Sánchez de Berzaín)にも辞任を要求。ボリビアのガスの主権を民衆に取り戻そうという主張に加えて、合衆国とラテンアメリカ諸国で交渉が進んでいるアメリカ自由貿易圏構想に反対の声を上げた。
深刻化する社会不安に直面し、サンチェス・デ・ロサダは10月1日のBBCのインタビューにおいて、「彼らは道ばたで政治を動かそうとしている。議会と制度を無視してだ。」と訴えた。

### エル・アルトの戒厳令
10月12日、石油輸送のトラックを護衛するための戦車と重火器部隊がバリケードを突破しようとして、16人の死者と数十人の負傷者が出るに至り、政府はエル・アルト市に戒厳令を敷いた。
10月13日、サンチェス政権はボリビア国民との協議が行なわれるまでガスプロジェクトを凍結すると宣言。しかしカルロス・メサ副大統領はエルアルトでの「行き過ぎた強権発動」に自分が関与してしまった事を悔やみ、これ以上のサンチェスの支持を拒否する。経済開発大臣のハイメ・トレス (Jaime Torres)（左翼運動革命党 Movimiento Izquierda Revolucionaria : MIR）も辞任。
合衆国の国務省は、「ボリビアの政治指導者は憲法に従って民主主義を重んじると表明している。国際社会と合衆国は、法の秩序を妨害するものを許容する事は無いし、非民主的なやりかたによる政治体制を支持する事は無い。」との声明を出し、サンチェス大統領の支持を明らかにした。
10月18日、新共和勢力党 (Nueva Fuerza Republicana : NFR)が連立政権から脱退し、サンチェス政権は決定的に崩壊。サンチェスは辞任を余儀なくされ、元ジャーナリストの副大統領カルロス・メサが引き継ぐことになった。ストライキとバリケードは撤去された。
メサ新大統領は、まず最初にガス問題に関する国民投票を行なう事を約束し、先住民系の大臣を数名起用した。

## 国民投票
天然ガス資源の将来を問う国民投票は2004年7月18日日曜日に行なわれた。この投票はガス紛争の間に広がった政治不安を和らげる事が主な目的のものであったといわれる。この投票により、デモ隊とボリビア国民の多くが望んだガス資源の完全国有化が実現される事はないだろうとする声もあった。
暴動を恐れたボリビア政府は、原則として投票を義務とする施策をとることにした。（投票を拒否または棄権した者には罰金や罰則を与えると通達した。）そして投票を妨害する者は逮捕すると警告した。

### 質問項目
国民投票で問われた質問事項は、次の5つの項目である。
1. あなたは、ゴンサロ・サンチェス・デ・ロサダにより制定された炭化水素法(1689号)を廃止する事に賛成ですか？
2. あなたは、ボリビア政府が採掘現場における全炭化水素資源の所有権を取り戻すことに賛成ですか？
3. あなたは、ボリビア油田公社 (Yacimientos Petrolíferos Fiscales Bolivianos : YPFB)を再度設立し、ボリビア国民の出資により半官半民の石油会社にし、炭素資源の生産の全ての段階に携わる事ができるようにする事に賛成ですか？（注：YPFBはもともと国営公社であったが、サンチェス・デ・ロサダにより民間企業に転換されていた。）
4. あなたは、主権を持った太平洋への出口を確保するための戦略物資としてガスを使うという、カルロス・メサ大統領の政策に賛成ですか？
5. あなたは、ボリビア国民のガスの需要を満たし、国内におけるガスの産業化を推進し、国家の利益のために石油会社における石油とガスの利益の最大50%を税金または使用料として徴収し、ガスの輸出と工業化による国庫歳入を主として教育・健康・道路・雇用のために使うという目的のために、国家政策の枠組みの一部としてガス輸出を行なうことに賛成ですか？

このように、投票の何ヶ月も前から質問の文言に関して広範囲に渡る議論の後に、肝心な設問であるはずの「即時国有化」の設問が無視されてしまったのである。

### 結果
5つの質問は全て「はい」の回答が「いいえ」を上回った。全体の棄権率は約40%であり、これはボリビアの一般的な選挙に較べて10%ほど高いものであった。投票されたものの中の20%-28%は白紙か無効票。質問4と5では「はい」の数は投票数の半分に満たなかった。
| 問 | 投票総数  | 投票率 | 有効票数  | 無効1  | 白紙1  | はい2  | いいえ2 |
| -- | --------- | ------ | --------- | ------ | ------ | ------ | ------- |
| 1  | 2,678,449 | 60.08% | 2,064,369 | 12.10% | 10.82% | 86.64% | 13.36%  |
| 2  | 2,670,213 | 59.89% | 2,075,707 | 12.51% | 9.75%  | 92.19% | 7.81%   |
| 3  | 2,670,215 | 59.89% | 2,054,140 | 10.73% | 12.34% | 87.31% | 12.69%  |
| 4  | 2,670,039 | 59.89% | 1,926,290 | 10.72% | 17.14% | 54.79% | 45.21%  |
| 5  | 2,669,213 | 59.87% | 1,910,909 | 11.72% | 16.69% | 61.74% | 38.26%  |

1. 得票総数に対する割合
2. 有効票に対する割合[1]

## 第2次ガス紛争
2005年に入り、ボリビアの天然ガスに関する抗議行動は再び激化した。これは「第2次ボリビアガス紛争」と呼ばれている。
抗議の主眼はボリビアの天然ガス資源の開発会社を完全国有化するか民営化するかに置かれ、これはボリビア人の立場と多国籍企業などの外国勢力の立場の対立という構図を持つ。
第1次紛争では当時のゴンサロ・サンチェス・デ・ロサダ大統領が糾弾されたが、第2次紛争ではカルロス・メサ大統領がアメリカ合衆国や他の外国勢力に寄りすぎているとして糾弾された。（彼は人民寄りの政策を打ち出したのであるが。）
2005年3月16日、メサ大統領は辞任を表明したが、翌日議会がこれを拒否。メサの続投となったが、本来であれば2007年に行なわれる予定であった大統領選挙を2005年8月に繰り上げる事が提案された。
2005年5月6日、長い間待ち望まれていた炭素資源法がついにボリビア議会を通過した。しかしメサ大統領はボリビア議会が承認した炭素資源法にはまだ議論の余地があるとして署名も拒否もせずに放置。憲法の定めに従って上院議長のオルマンド・バカ・ディエス (Hormando Vaca Díez)が法案に署名し発効された。
この新法は、炭素資源及び天然資源の正規な所有権を国に取り戻し、使用料は18%のままであるものの税率を16%から32%に引き上げ、資源の商業化を政府の管理下に置き、採掘会社の年度決算は政府が監査する事とし、先住民居住地域でガスを発見した企業にはその先住民族グループと協議を持つ事を義務づける、という内容である。
2005年5月24日、1万人を超すアイマラ人農民が20余りの高地農村から集結し、エル・アルト市のセハ地区からラパス市まで抗議デモを行なう。
5月31日、エル・アルトの住民とアイマラ農民が再びラパス市に集結。5万人を超える民衆が100km2に及ぶ地域を埋め尽くした。翌日、国家警察の第1部隊はデモ隊を鎮圧する事を拒否し、政府から厳しいけん責を受けた。
6月6日にはおよそ50万の群衆がラパス市の道路を埋め尽くした。デモ隊が到達した大統領府前広場で警官による催涙弾発射が行なわれると、デモ隊の中の鉱山労働者はダイナマイトで応酬した。抗議行動の目的はガス会社の完全国有化であったが、デモ隊は高地の貧しい土地に住む先住民らの地位向上に向けた社会の再編成を強く訴えた。
メサ大統領は再び辞任を表明。今度は議会もこれを受け入れ、最高裁判所長官のエドゥアルド・ロドリゲス・ベルツェが次の大統領選までの間大統領職を代行する事となった。なお、サンチェス・デ・ロサダの時と異なり、メサは国外への脱出を希望していない。